# La Flèche d'or (film, 1936)
Pour les articles homonymes, voir La Flèche d'or.
Pour plus de détails, voir Fiche technique et Distribution.
La Flèche d'or (titre original : The Golden Arrow) est un film américain réalisé par Alfred E. Green, sorti en 1936.

## Synopsis
Le film présente la vie mouvementée d'une riche héritière d'une société de cosmétiques qui défraie régulièrement la chronique mondaine. Mais il s'agit en fait d'une simple serveuse de bar engagée par un agent publicitaire pour entretenir de fausses rumeurs.

## Fiche technique
- Titre : La Flèche d'or
- Titre original : The Golden Arrow
- Réalisation : Alfred E. Green
- Scénario : Charles Kenyon d'après une histoire de Michael Arlen
- Photographie : Arthur Edeson
- Montage : Owen Marks
- Musique : W. Franke Harling et Heinz Roemheld (non crédités)
- Montage : Thomas Pratt
- Direction artistique : Anton Grot
- Costumes : Orry-Kelly
- Producteurs : Samuel Bischoff, Hal B. Wallis et Jack L. Warner (non crédités)
- Société de production : Warner Bros. Pictures
- Société de distribution : Warner Bros. Pictures, Vitagraph Limited (Canada), First National Film Distributors (Royaume-Uni)
- Pays de production :  États-Unis
- Langue : Anglais américain
- Format : Noir et blanc — 35 mm — 1,37:1 — Son : Mono
- Genre : Comédie
- Durée : 68 minutes
- Dates de sortie : 
  - États-Unis : 23 mai 1936
  - France : 20 novembre 1936

## Distribution
- Bette Davis : Daisy Appleby
- George Brent : Johnny Jones
- Eugene Pallette : M. Meyers
- Dick Foran : Tommy Blake
- Carol Hughes : Hortense Burke-Meyers
- Catherine Doucet : Miss Pommesby
- Craig Reynolds : Jorgenson
- Ivan Lebedeff : Comte Guilliano
- G.P. Huntley : Aubrey Rutherford
- Hobart Cavanaugh : DeWolfe
- Henry O'Neill : M. Appleby
- E.E. Clive : Walker
- Sarah Edwards : Mme Meyers

Acteurs non crédités :
- Rudolph Anders : Lord Max
- Stuart Holmes : Barman
- Mary Treen : Secrétaire de Daisy